# Bitomus noncristatus
Bitomus noncristatus är en stekelart som beskrevs av Fischer 1999. Bitomus noncristatus ingår i släktet Bitomus och familjen bracksteklar. Inga underarter finns listade.